# Рагунович, Виталий Вячеславович
Виталий Вячеславович Рагунович (27 июня 1971, Минск, СССР) — белорусский футболист, защитник.

## Карьера
Воспитанник минской футбольной школы «Смена», первый тренер — Владимир Иванович Синякевич.
В 1988 году выступал за дублирующий состав минского «Динамо», за основной состав которого провёл один матч в Кубке Федерации.
После распада Советского Союза выступал за ряд казахстанских, белорусских и российских клубов. Игровую карьеру завершил в 2001 году.